# Alessia Trost
Pour les articles homonymes, voir Trost.
Alessia Trost (née le 8 mars 1993 à Pordenone) est une athlète italienne, spécialiste du saut en hauteur.

## Biographie

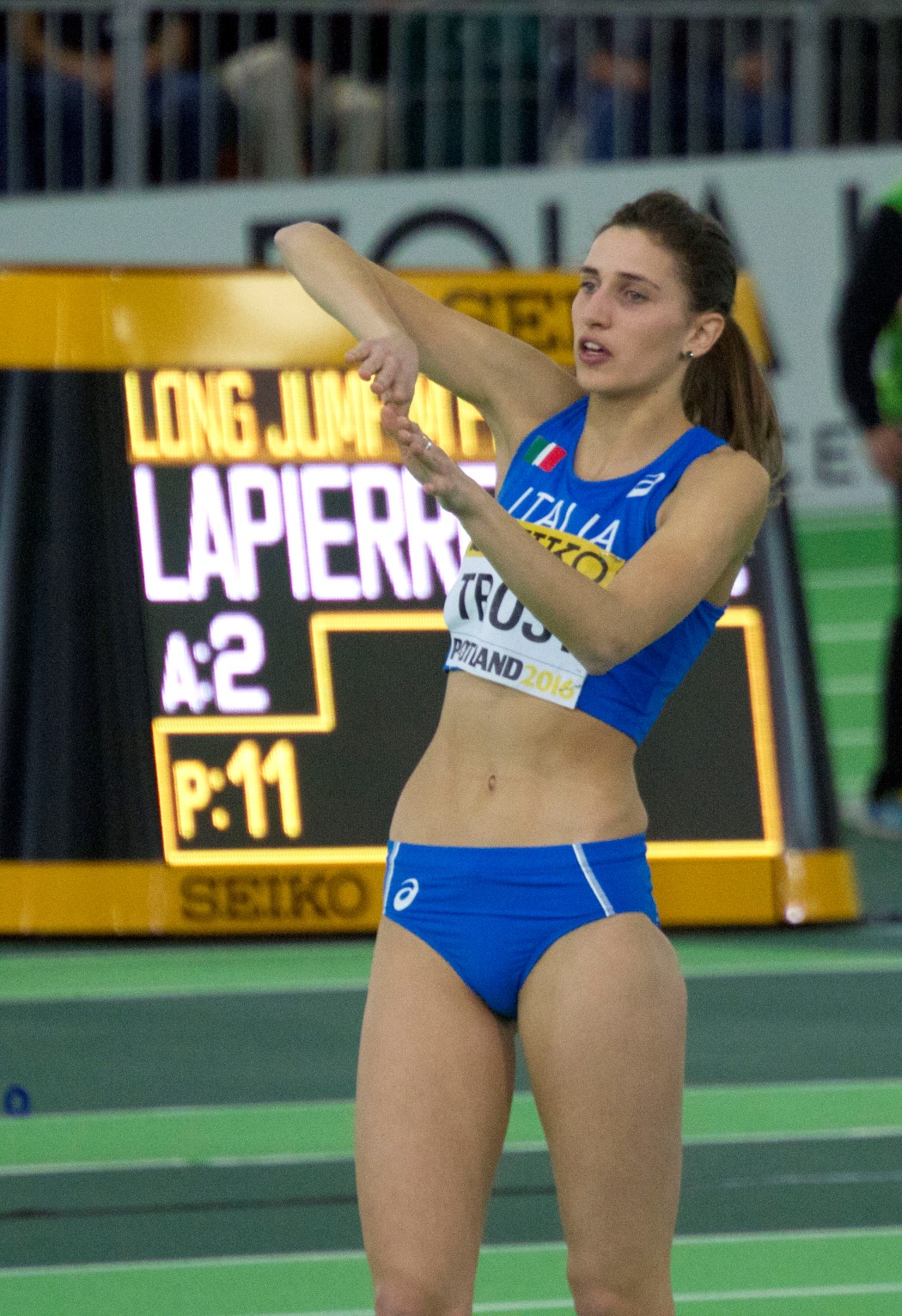
Trost lors des mondiaux en salle 2016

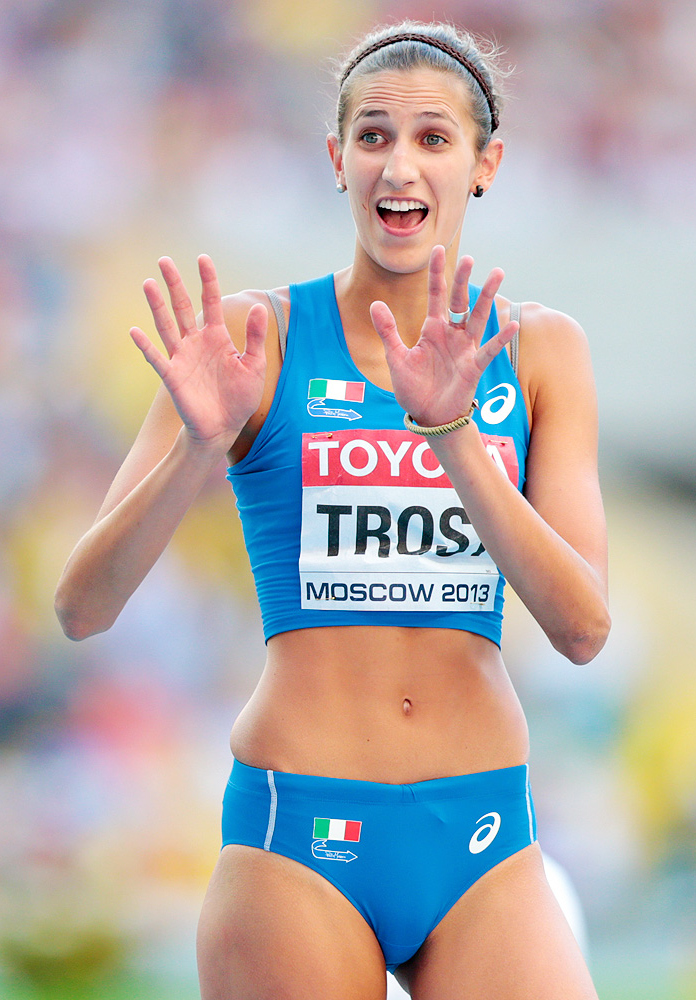
Alessia Trost lors des mondiaux de 2013

Encore cadette, Alessia Trost franchit 1,88 m dans sa ville natale le 16 mai 2009 et remporte les Championnats du monde jeunesse à Bressanone, en devenant la première italienne à remporter la médaille d'or dans cette compétition. Elle franchit 1,89 en 2009 et 1,90 m à Pordenone le 22 juin 2010. En 2010, elle remporte la médaille d'argent aux Jeux olympiques de la jeunesse à Singapour. Le 19 mai 2012, à Gorizia, elle bat le record d'Italie junior en 1,92 m. Elle porte son record en salle à 1,98 m le 20 janvier 2013 à Udine. Le 15 juillet 2012, elle remporte avec 1,91 m la médaille d'or lors des Championnats du monde juniors d'athlétisme 2012 à Barcelone. À cette occasion, elle manque par trois fois 1,95 m, dont la dernière de justesse, hauteur que le Comité olympique national italien exigeait d'elle pour qu'elle puisse remplacer Antonietta Di Martino, blessée, lors des Jeux olympiques de Londres.
En début de saison 2013, à Udine, Alessia Trost améliore de 7 cm son record personnel en salle en franchissant une barre à 1,98 m. Quelques jours plus tard, lors du meeting en salle de Třinec, en République tchèque, elle efface une barre à 2,00 m.
En franchissant 1,98 m, record personnel, égalant le record des championnats, elle remporte le titre de championne d'Europe espoirs à Tampere le 13 juillet 2013. Elle participe à la finale des Championnats du monde de Moscou où elle prend la septième place avec 1,93 m.
En 2014, quelques problèmes physiques l'empêchent de s'exprimer totalement et elle ne prend que la neuvième place des Championnats d'Europe de Zurich avec 1,90 m. Durant l'hiver 2015, elle obtient la médaille d'argent du saut en hauteur des championnats d'Europe en salle avec 1,97 m, départagée avec la Russe Mariya Kuchina lors des barrages.
Le 5 août 2015, elle annonce déclarer forfait pour les mondiaux de Pékin pour blessure, souffrant d'une lésion au tendon d'achille droit et annonce être en arrêt complet pour six semaines.
Revenue de sa blessure lors de la saison en salle de 2016, elle franchit 1,90 m lors de son premier concours puis le 20 février, elle continue sur sa série en terminant 1re ex æquo avec Levern Spencer lors du Glasgow Indoor Grand Prix avec un saut à 1,93 m au 2e essai. Le 26 février, lors du meeting de Madrid, Trost franchit 1,95 m à son second essai. Le 5 mars à Ancône, elle remporte son cinquième titre national, le quatrième de suite, avec 1,94 m (avec trois erreurs à 1,97 m).
Le 20 mars 2016, Trost se classe 7e de la finale des championnats du monde en salle de Portland avec 1,93 m, échouant à 1,96 m. Le 23 juin, elle se classe 2e du Meeting de Madrid avec 1,93 m, derrière Ruth Beitia. Deux jours plus tard, elle est sacrée championne d'Italie avec un saut à 1,94 m au 1er essai.
Le 6 juillet, Trost termine à la 6e place des championnats d'Europe d'Amsterdam avec 1,89 m. Le 20 août, elle se classe 5e de la finale des Jeux olympiques de Rio avec 1,93 m.
Le 1er mars 2018, elle décroche sa première médaille mondiale sénior à l'occasion des championnats du monde en salle de Birmingham où elle remporte le bronze avec 1,93 m, derrière Mariya Lasitskene (1,96 m) et Vashti Cunningham (1,93 m).

## Palmarès

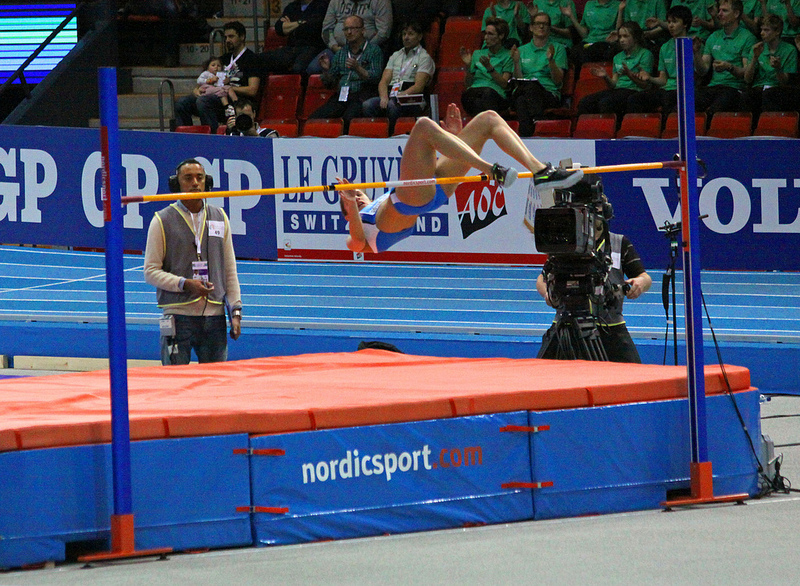
L'Italienne franchissant la barre lors des Championnats d'Europe en salle 2013

| Date | Compétition                             | Lieu             | Résultat | Marque |
| ---- | --------------------------------------- | ---------------- | -------- | ------ |
| 2009 | Championnats du monde cadets            | Bressanone       | 1re      | 1,87 m |
| 2009 | Festival olympique de la jeunesse euro. | Tampere          | 1re      | 1,85 m |
| 2010 | Jeux olympiques de la jeunesse          | Singapour        | 2e       | 1,86 m |
| 2011 | Championnats d'Europe juniors           | Tallinn          | 4e       | 1,85 m |
| 2012 | Championnats du monde juniors           | Barcelone        | 1re      | 1,91 m |
| 2013 | Championnats d'Europe en salle          | Göteborg         | 4e       | 1,92 m |
| 2013 | Championnats d'Europe par équipes       | Gateshead        | 2e       | 1,92 m |
| 2013 | Championnats d'Europe espoirs           | Tampere          | 1re      | 1,98 m |
| 2013 | Championnats du monde                   | Moscou           | 6e       | 1,93 m |
| 2014 | Championnats d'Europe                   | Zurich           | 9e       | 1,90 m |
| 2015 | Championnats d'Europe en salle          | Prague           | 2e       | 1,97 m |
| 2015 | Championnats d'Europe par équipes       | Tcheboksary      | 8e       | 1,94 m |
| 2015 | Championnats d'Europe espoirs           | Tallinn          | 1re      | 1,90 m |
| 2016 | Championnats du monde en salle          | Portland         | 7e       | 1,93 m |
| 2016 | Championnats d'Europe                   | Amsterdam        | 6e       | 1,89 m |
| 2016 | Jeux olympiques                         | Rio de Janeiro   | 5e       | 1,93 m |
| 2017 | Championnats d'Europe par équipes       | Lille            | 3e       | 1,94 m |
| 2018 | Championnats du monde en salle          | Birmingham       | 3e       | 1,93 m |
| 2018 | Championnats d'Europe                   | Berlin           | 8e       | 1,91 m |
| 2018 | Ligue de diamant                        | Ligue de diamant | 10e      | 1,85 m |
| 2019 | Championnats d'Europe par équipes       | Bydgoszcz        | 3e       | 1,94 m |
| 2021 | Championnats d'Europe en salle          | Toruń            | 6e       | 1,92 m |

## Records
| Épreuve         | Épreuve   | Performance | Lieu    | Date            |
| --------------- | --------- | ----------- | ------- | --------------- |
| Saut en hauteur | Plein air | 1,98 m      | Tampere | 13 juillet 2013 |
| Saut en hauteur | Salle     | 2,00 m      | Třinec  | 29 janvier 2013 |